# Lujza Sarolta nápoly–szicíliai királyi hercegnő
Lujza Sarolta (Mária Izabella; Portici, Nápoly, 1804. október 24. – Madrid, Spanyolország, 1844. január 29.), Spanyolország infánsnője Ferenc de Paulával, IV. Károly spanyol király legkisebb fiával kötött házassága révén. Ő volt II. Izabella spanyol királynő nagynénje. A hercegné Ferenc trónörökös (később nápoly–szicíliai király) elsőszülött gyermekeként nápolyi és szicíliai királyi hercegnőként született.

## Életrajza

### Származása
Lujza Sarolta (olaszul: Luisa Carlotta)  1804. október 24-én született a portici királyi palotában, a Nápolyi Királyságban, a Bourbon-ház szicíliai ágának tagjaként. Ő volt Ferenc nápolyi trónörökösnek (1825-től nápoly–szicíliai király) és második feleségének, Spanyolországi Mária Izabellának elsőszülött gyermeke és legidősebb leánya. Anyai nagyszülei IV. Károly spanyol király és Parmai Mária Lujza királyné voltak. A hercegnőnek tizenegy további testvére született, köztük a későbbi II. Ferdinánd nápoly–szicíliai király.

### Spanyolország infánsnőjeként
1819. június 12-én, a tizennégy éves Lujza Sarolta hozzáment a nála tíz évvel idősebb anyai nagybátyához, Ferenc de Paula infánshoz, VII. Ferdinánd spanyol király testvéréhez. A közeli rokoni házasság megszokott volt a korban, valamint gyakori a Bourbon-ház spanyol és szicíliai ágai között. A friggyel Mária Lujza elnyerte a spanyol infánsnői rangot. Kapcsolatukból az évek során összesen tizenegy gyermek született, akik közül nyolcan élték meg a felnőttkort.
1832-ben a La Granja de San Ildefonsó-i királyi palotában tartózkodó sógora, VII. Ferdinánd király súlyosan megbetegedett. A királyt titokban rábírták, hogy írjon alá egy rendeletet, ami hatályon kívül helyezi az 1830-as pragmatica sanctiót, amiben kimondják leánya, az Asztúriai hercegnő öröklését. A beteg királlyal aláíratott dokumentum újból a száli törvényeket helyezi hatályba, így Ferdinánd legidősebb öccsének, Károly Mária Izidor infánsnak kedvez. A hír hallatán Lujza Sarolta és férje Sevillából a La Granjába utazott. Az infánsnő nem tétlenkedett, hogy elérje, sógora vonja vissza az újonnan aláírt dokumentumot és továbbra is leányát, Lujza Sarolta unokahúgát tekintse halála esetén a trón várományosának. Történelmi anekdotaként maradt meg, miszerint az infánsnő az iratokat a tűzre dobta, majd az azt megmenteni igyekvő Francisco Tadeo Calomarde igazságügyi minisztert kétszer is megpofozta. Az eseményeket követően Ferdinánd király felépült, majd átadta a hatalmat feleségének, Mária Krisztinának (Lujza Sarolta húgának), aki férje egy évvel későbbi halála után az ország régense lett.
Nővére régensége alatt a testvérek közötti viszony idővel megromlott, mígnem totális rivalizálásba torkollott. Lujza Sarolta és családja száműzetésbe került, Franciaországban telepedtek le. Az infánsnő innen szponzorálta nővérével, a régens királynéval szembeni rágalmazó röpiratokat, amik Madridban jelentek meg és a Fernando Muñozzal kötött ragon aluli házassága miatt támadták a királynét. 1842-ben végül visszatért Spanyolországba, férjével és gyermekei egy részével Madridban telepedtek le. Itt élt 1844. január 29-én, harminckilenc éves korában bekövetkezett haláláig. Nem élte meg, hogy legidősebb fia, Cádiz hercege 1846-ban feleségül vegye unokahúgát, II. Izabella spanyol királynőt.

## Gyermekei
Nagybátyával, Ferenc de Paula infánssal való huszonnégy éves házasságuk alatt összesen tizenegy gyermeke született:
|     | Gyermeke                            | Született          | Elhunyt             | Megjegyzés |
| --- | ----------------------------------- | ------------------ | ------------------- | --- |
| 1.  | Ferenc de Asís Lajos infáns         | 1820. május 6.     | 1821. november 15.  | Cádiz első hercege. Kisgyermekként, egyéves korában elhunyt.                                                                                  |
| 2.  | Izabella Ferdinanda infánsnő        | 1821. május 18.    | 1897. május 9.      | 1841-ben morganatikus házasságot kötött Ignatius de Gurowski lengyel gróffal. Négy felnőttkort megélt gyermeke született.                     |
| 3.  | Ferenc de Asís infáns               | 1822. május 13.    | 1902. április 16.   | Cádiz hercege, majd Spanyolország királya unokatestvére, II. Izabella királynő hitveseként. Ők a mai spanyol Bourbon uralkodók felmenői.      |
| 4.  | Henrik infáns                       | 1823. április 17.  | 1870. március 12.   | Seville első hercege. 1870-ben párbaj által vesztette életét Montpensier hercegével szemben. Rangon aluli házasságából öt gyermeke született. |
| 5.  | Lujza Terézia infánsnő              | 1824. Június 11.   | 1900. december 27.  | José María Osorio de Moscoso y Carvajal, Sessa hercegének felesége lett, akitől három gyermeke született.                                     |
| 6.  | Duarte Fülöp infáns                 | 1826. április 4.   | 1830. október 22.   | Gyermekként, négyéves korába vesztette életét.                                                                                                |
| 7.  | Jozefina Ferdinanda infánsnő        | 1827. május 25.    | 1910. június 10.    | Rangon aluli házasságot kötött José Güell y Rentével. Három gyermekük született.                                                              |
| 8.  | Mária Terézia infánsnő              | 1828. november 16. | 1829. november 13.  | Tizenegy hónapos korában hunyt el. |
| 9.  | Ferdinánd Mária infáns              | 1832. április 15.  | 1854. július 17.    | Fiatalon, huszonkét éves korában halt meg. Nem házasodott meg, nem születtek gyermekei.                                                       |
| 10. | Mária Krisztina infánsnő            | 1833. június 5.    | 1902. január 19.    | 1860-ban ment hozzá Sebestyén spanyol és portugál infánshoz, akitől öt gyermeke született.                                                    |
| 11. | Amália Filippina del Pilar infánsnő | 1834. október 12.  | 1905. augusztus 27. | Adalbert Vilmos bajor királyi herceg felesége lett. Összesen öt gyermekük született.                                                          |